# Малая Белая (река, впадает в Имандру)
Ма́лая Бе́лая — горная река в Мурманской области России. Протекает по территории городского округа город Апатиты с подведомственной территорией. Впадает в озеро Имандра. Длина реки составляет 13 км. Площадь бассейна 82,8 км².
Берёт начало на склоне горы Юдычвумчорр между перевалами Восточного Петрелиуса и Западного Петрелиуса. Протекает по лесной долине на западном склоне Хибинского горного массива. Впадает в Белую губу озера Имандра рядом со станцией Хибины. Берега реки покрыты хвойными зарослями. Через реку перекинуто 3 моста, в том числе один железнодорожный. Скорость течения в нижнем течении реки 0,2 м/с. Высота устья — 128 м над уровнем моря.

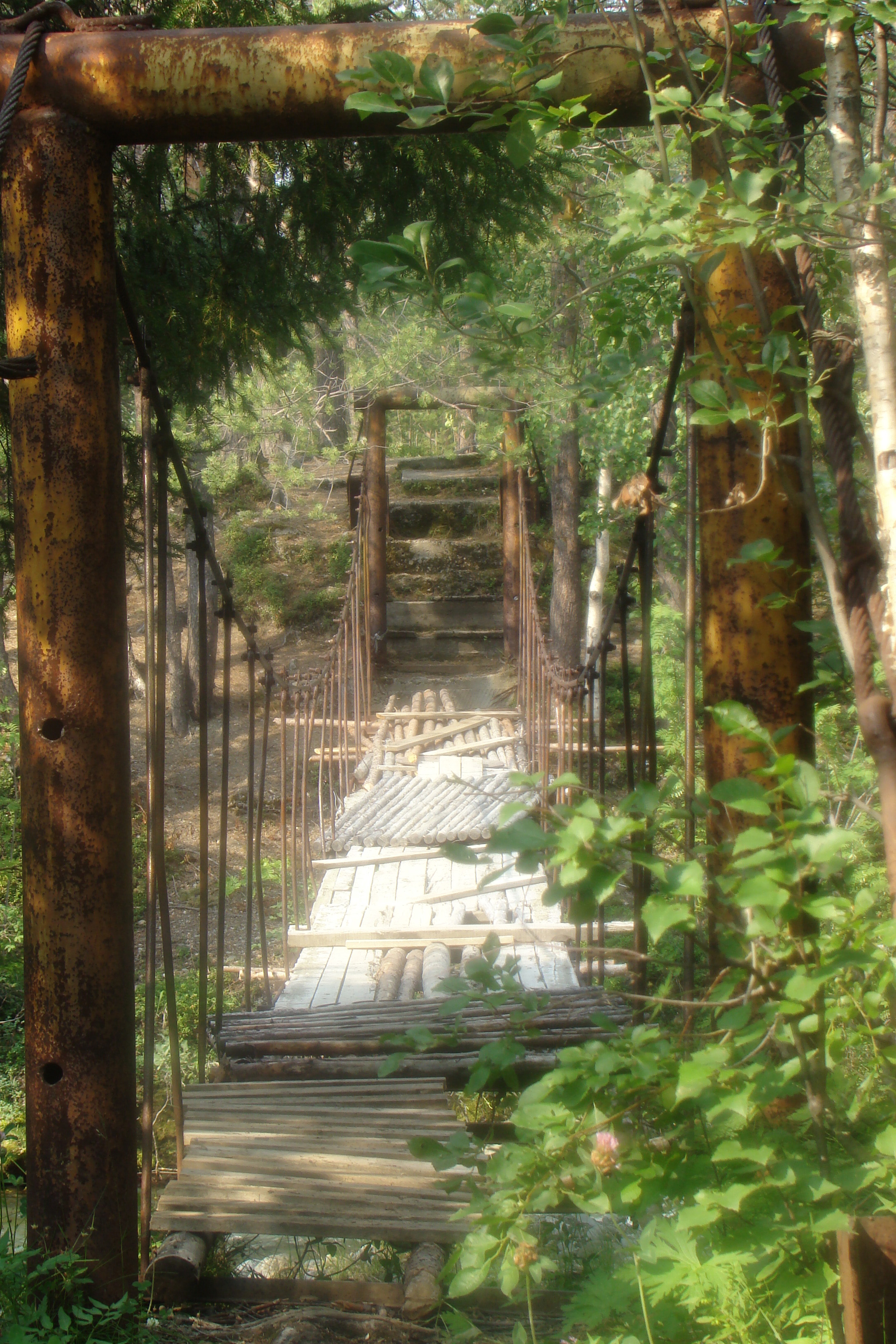
Висячий мостик через реку
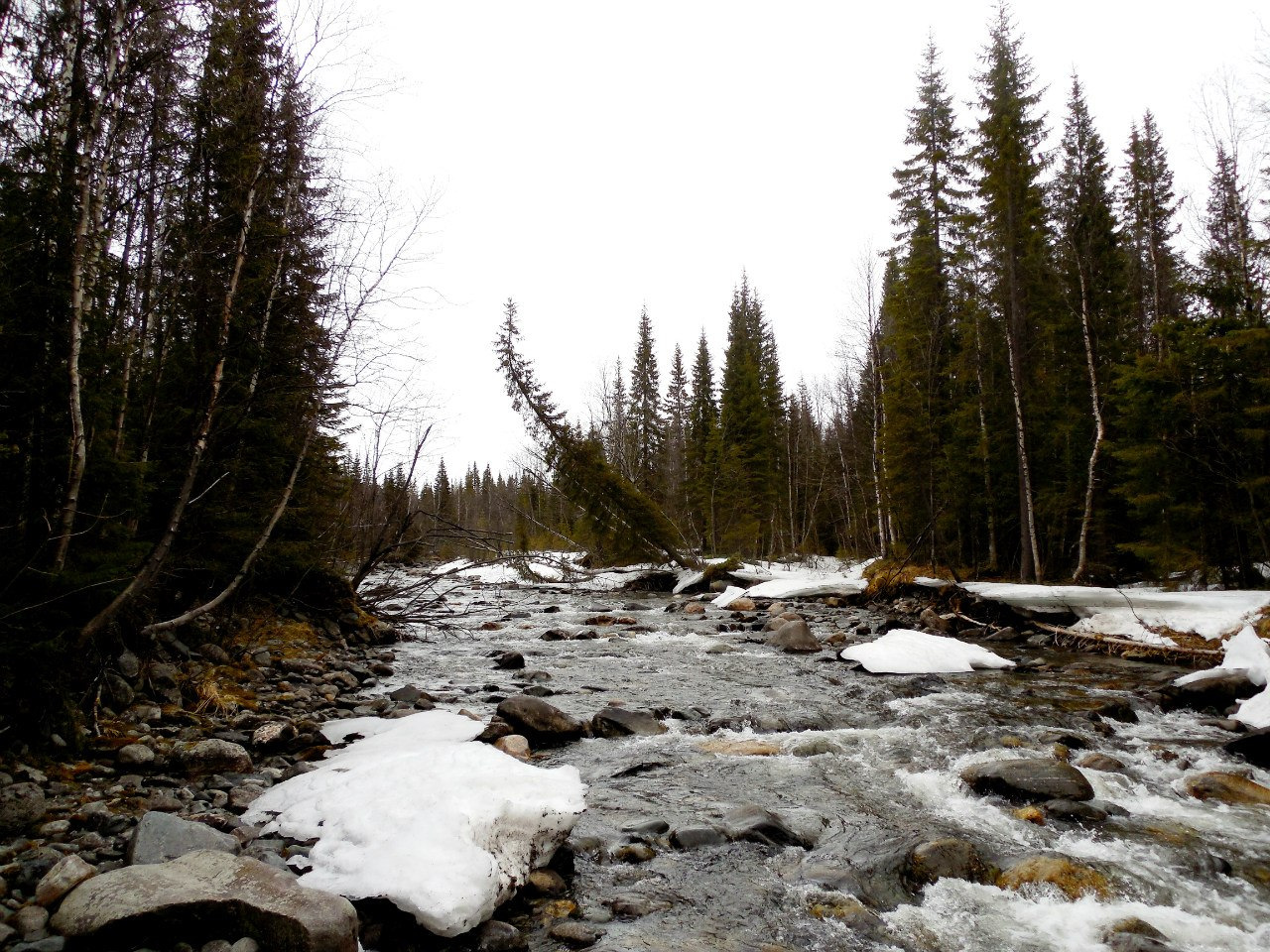
Малая Белая
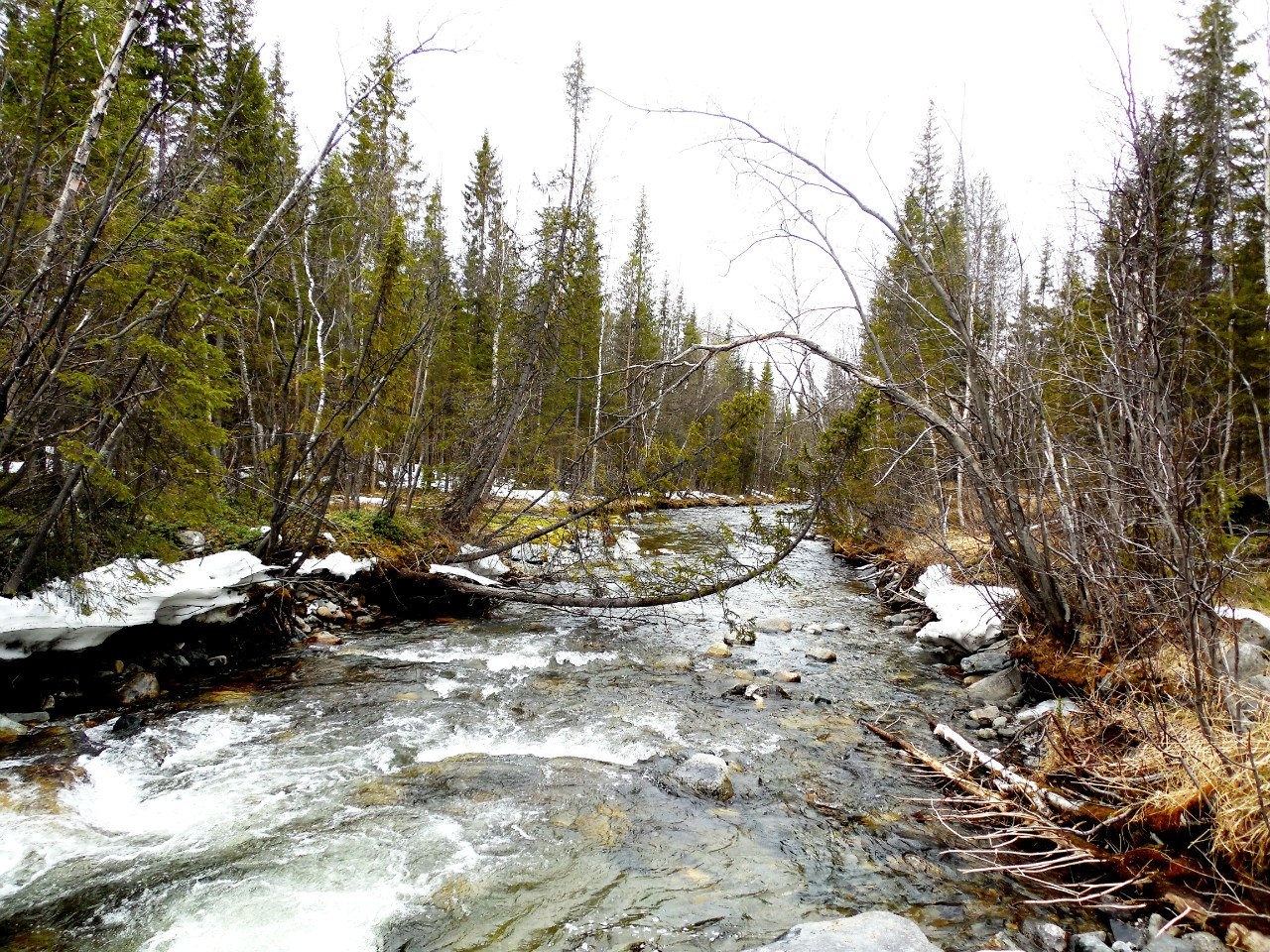
Малая Белая
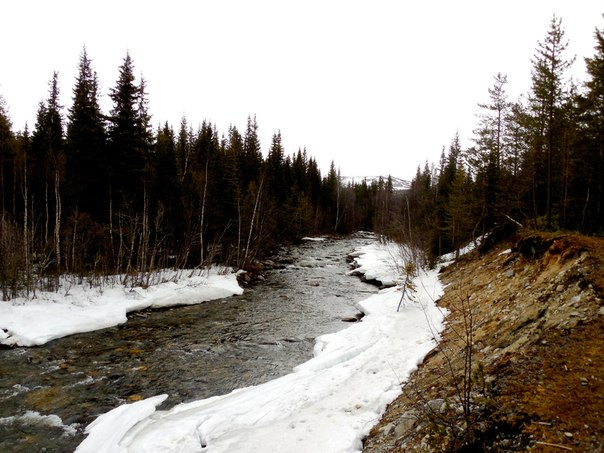
Малая Белая
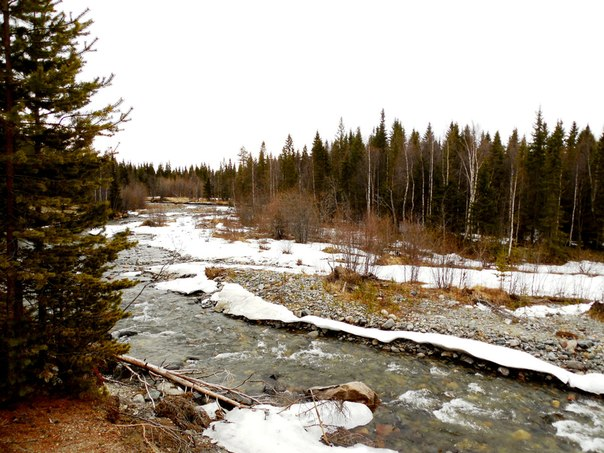